# 안성맞춤 남사당바우덕이 축제
안성 남사당 바우덕이 축제는 경기도 안성시에서 가을에 치러지는 대한민국 대표 문화 축제 중 하나이자, 경기도 대표 축제이다.

## 연혁
2001년에 '안성 남사당 바우덕이 축제'로 시작되었다가 2011년 '안성 프레 세계민속축전'으로 확대되었다. 그러나 2012년에는 '안성 세계민속축전'을 개최했고, 2016년에'안성 남사당 바우덕이축제의 명칭을 안성맞춤 남사당 바우덕이 축제로 변경했다.2010년대부터 경기도는 물론 관광공사와 문화체육관광부등 최우수 축제 및 대표 축제로 선정되었다.특히 2024년 기준으로
문화체육관광부가 주관하는 '2024~2025년 문화관광축제'에 다시 선정되어, 명실상부 문화 대표축제라는 것을 입증했다.

## 유래
본래 안성시는 남사당 놀이의 주요 거점 중 하나였다. 철종때 '바우덕이'라는 남사당 최초의 여성 꼭두쇠가 등장하면서 명성이 올라갔다. 이를 기념하기 위해 개최되고 있다.